# Majed Al-Marshedi
Majed Al-Marshedi ماجد المرشدي (Ha'il, 1º novembre 1984) è un calciatore saudita, difensore dell'Al-Hilal Club.